# 12176 Hidayat
12176 Hidayat è un asteroide della fascia principale. Scoperto nel 1977, presenta un'orbita caratterizzata da un semiasse maggiore pari a 2,3994485 UA e da un'eccentricità di 0,1417440, inclinata di 2,03339° rispetto all'eclittica.